# Abarema longipedunculata
Espèce
Statut de conservation UICN

 NT (needs updating) : Quasi menacé
Synonymes
- Pithecellobium longipedunculatum H.S.Irwin[1] [2]

Abarema longipedunculata est une espèce de plantes à fleurs de la famille des Fabacées et du genre Abarema. Elle est endémique du Venezuela.